# Noticias Univision
Noticias Univision, es una división estadounidense de noticias de Univision, una cadena de televisión propiedad de la división del Grupo Univision Communications. La división de noticias tiene su base en las instalaciones de la red, conocida como la «NewsPort», en el Miami barrio de Doral, Florida, que comparte con la hermana señal de noticias en inglés, Fusion y Univision en Español, estación emblemática de propiedad y operación WLTV-DT.
El programa insignia de la división es el Noticiero Univisión, compuesto por dos noticieros nocturnos (que se transmiten a primera y última hora de la noche) que se centran en noticias e historias internacionales de relevancia para el principal grupo demográfico objetivo de la cadena, los hispanoamericanos. Otros programas producidos por la división de noticias incluyen el programa matutino de entrevistas, noticias y entretenimiento ¡Despierta América!, la serie de revistas Primer Impacto, Aquí y Ahora y el programa de asuntos políticos de los domingos por la mañana Al Punto con Jorge Ramos.
Noticias Univisión mantiene oficinas ubicadas en muchas de las estaciones de televisión de la cadena en los Estados Unidos (particularmente aquellas que son propiedad de la subsidiaria matriz Univision Television Group, que sirven como estaciones de propiedad y operación de la cadena) y en toda América Latina. Noticiero Univisión también tiene acuerdos de intercambio de noticias con muchas de las redes terrestres nacionales en esos mismos países y a menudo, publicará sus imágenes y reportajes con crédito. Noticias Univisión utiliza contenido de la emisora con sede en México (y el principal socio de contenido de Univision) Televisa, Venevisión con sede en Venezuela, RCN TV con sede en Colombia, América Televisión, con sede en Perú y CNN en Español a nivel regional.
Al final del noticiero, el lema de la división es «Para estar al tanto del acontecer mundial, los hispanos sintonizan Noticias Univisión».

## Historia
Los noticieros nacionales comenzaron en KMEX-DT y WLTV-DT en 1981 cuando la cadena se conocía como Spanish International Network (SIN), y antes del cambio de nombre de la cadena en 1987 se conocía como Noticiero Nacional SIN. En 1987, el propietario de Televisa Emilio Azcárraga Milmo, quien también supervisaba SIN (entonces una subsidiaria de la empresa con sede en la Ciudad de México), nombró al ex presentador de noticias de Televisa, Jacobo Zabludovsky como director de la división de noticias de SIN; la medida se encontró con protestas entre el personal de la división de noticias, preocupado por el alcance de la autonomía del departamento de noticias del SIN y la posible censura en sus prácticas periodísticas (específicamente, la información sobre el régimen de Fidel Castro en Cuba, que si bien se reconoció en México, no tuvo aspectos que llevaron a la migración de cubanos a los Estados Unidos), y la mayoría de los miembros del personal de noticias optaron por renunciar.
Después de Azcárraga y Emilio Nicolás, Sr. posteriormente vendió sus participaciones en Spanish International Communications, matriz de SIN, a Hallmark Cards después de que la Comisión Federal de Comunicaciones (FCC) y el Departamento de Justicia de EE. UU. Les pidieran que vendieran la red a una empresa con sede en EE. UU. En medio de consultas sobre Si Nicolás estaba siendo utilizado por la familia Azcárraga para eludir las reglas de la FCC que prohíben la propiedad extranjera de los medios de transmisión en 1987 recientemente renombrado, nombró a Roberto FE Soto, un ex productor de NBC News, para producir un noticiero nocturno insignia renovado, Noticiero Univisión, convirtiéndose este último en el ejecutivo más joven de la cadena; la red también reasignó a Jorge Ramos entonces el presentador del primer intento de la cadena en un programa matutino, el Mundo Latino de dos horas de duración y contrató a la veterana periodista María Elena Salinas (la última de las cuales reemplazó a Teresa Rodríguez como presentadora) para copresentar el noticiero de la cadena en evolución.
Finalmente Univisión decidió expandir su programación de noticias a las tardes; en 1992, la cadena debutó Noticias y Más, conducida por Jackie Nespral, Ambrosio Hernandez y Raúl Peimbert; Myrka Dellanos se unió al programa después de la partida de Nespral ese mismo año. Hernández y Peimbert dejaron a Univisión en 1993 para unirse a Telemundo, mientras Nespral se convirtió en co-anfitrión de la edición de fin de semana Today de la NBC. Univisión tenía otros planes para el espectáculo moribundo: la red renovó su formato, cambió su nombre y su tema musical, y contrató a Puerto Rico María Celeste Arrarás como reportero de fin de semana para servir como socio de Dellanos; la nueva serie de revistas de noticias se convirtió en Primer Impacto en febrero de 1994.
Luego, el 14 de abril de 1997, Univision reemplazó las reposiciones de programas para niños producidos por Televisa (como Plaza Sésamo (la versión en español de Barrio Sésamo) y volvió a entrar en el ámbito de las noticias matutinas por primera vez en ocho años con el estreno de ¡Despierta América!. El mantenimiento de un formato similar al de sus homólogos del idioma inglés, que fue diseñado para competir con (y se basa libremente en el formato de) Hoy en día en Telemundo, Today de NBC, Good Morning America de la ABC y CBS This Morning, con un enfoque en el segmento demográfico hispano y latino de la red. El programa se convirtió rápidamente en un competidor importante, aumentando la audiencia de Univision en su período matutino en más del 46% en abril de 1998, y desarrolló un estilo único en sus informes de varios tipos de noticias (incluyendo salud, estilo de vida, moda, belleza y noticias de entretenimiento, la última de las cuales se presentó como parte de un segmento llamado «échate pa 'acá» («Ven aquí») con un enfoque en los actores y músicos latinos populares).
En 1998, Univisión estrenó una revista de noticias de investigación en horario de máxima audiencia Aquí y Ahora, que se centra en artículos de investigación en profundidad y entrevistas con creadores de noticias. De 2000 a 2010, Univisión fue la única cadena de transmisión estadounidense importante que aumentó su audiencia de noticias, mientras que sus contrapartes en inglés en ABC, NBC y CBS perdieron la mitad de su audiencia total. A principios de la década de 2000, a medida que la cadena expandía su alcance nacional mediante la contratación de nuevos afiliados por aire, los programas de noticias de Univision habían crecido para superar regularmente a sus competidores en español, con la edición de la tarde de Noticiero Univision a menudo colocándose por delante de sus rivales en inglés (NBC Nightly News, ABC World News Tonight y CBS Evening News) entre los televidentes en el grupo demográfico de 18 a 49 años. El 9 de septiembre de 2007, la cadena estrenó el primer programa de entrevistas de los domingos por la mañana en la televisión en español estadounidense, Al Punto, un programa moderado por Jorge Ramos que presenta discusiones sobre temas políticos y socioeconómicos pertinentes a los hispanos estadounidenses.
El 9 de diciembre de 2010, Univisión anunció que había contratado a Isaac Lee como presidente de su división de noticias; Sus funciones se ampliaron el 4 de octubre de 2013, cuando fue nombrado director ejecutivo de su nuevo canal de noticias por cable Fusion, y más adelante en febrero de 2015, cuando se convirtió en presidente de las operaciones de medios digitales de Univisión a través de una reorganización de esa división.
En marzo de 2011, la red organizó su primera reunión presidencial en el ayuntamiento; el especial televisado, que fue visto por más de 2.7 millones de espectadores y contó con el presentador Jorge Ramos y el presidente Barack Obama, se centró en el futuro de la educación en los Estados Unidos. Noticias Univisión produciría más tarde dos debates en el ayuntamiento entre el presidente presidencial Obama y el retador republicano Mitt Romney el año siguiente en el período previo a las elecciones presidenciales de 2012.
También en 2011, Noticias Univisión formó dos nuevos departamentos dentro de la división de noticias: una unidad de reportajes de investigación, dirigida por el ganador del Premio Pulitzer Gerardo Reyes, y una unidad de documentales, que produjo varias películas aclamadas por la crítica sobre temas que afectan a las comunidades latinoamericanas e internacionales. El compromiso ampliado de la división con el periodismo de investigación ayudó a Noticias Univisión a ganar varios premios de periodismo desde 2012, incluidos los premios Peabody y Reporteros y editores de investigación por su artículo de investigación sobre Operación Rápido y Furioso., dos premios Gracie, un premio Cronkite a la excelencia en periodismo político y otros catorce premios ganados por cinco documentales producidos por ambas unidades. Además, la Academia de Artes y Ciencias de la Televisión honró a Jorge Ramos y María Elena Salinas con premios Lifetime Achievement Awards en la 33.ª edición de los premios Emmy de noticias y documentales en 2012.
En marzo de 2013, Noticias Univision y Participant Media anunciaron una asociación para coproducir diez documentales de una hora que se transmitirán en Pivot Channel en inglés y en Univision en español. Tres meses después, en junio de ese año, la Unidad Documental produjo Violación de un Sueño , que fue producida en alianza con el programa documental de PBS Frontline y el Center for Investigative Reporting.

## Programación

### Noticiero Univisión
El noticiero insignia de la cadena, Noticiero Univisión, es un programa tradicional de noticias vespertino que ofrece un resumen general de los titulares de las noticias del día, con una inclinación más hacia las historias que ocurren en América Latina y a nivel nacional, las noticias y temas de suma importancia para los hispanos y los hispanos. Latinoamericanos. Debido a esto, los informes que se centran en la inmigración y las relaciones diplomáticas con América Latina se destacan regularmente en el programa, además de los temas relacionados con el gobierno, la salud y los asuntos económicos. La transmisión principal de la tarde del programa está actualmente copresentada por Jorge Ramos y María Elena Salinas. (que han compartido esas funciones desde 1986, un alejamiento del formato de un solo anclaje tradicional utilizado por los aun ing noticiarios de sus competidores de idioma Inglés ABC, NBC y CBS), Félix de Bedout y Arantxa Loizaga en las noches de los fines de semana. El programa está en pie de igualdad con los noticieros en inglés en cuanto a calificaciones en áreas urbanas con una gran población hispana, siendo a menudo el principal noticiero en áreas como la ciudad de Nueva York, Chicago, Los Ángeles y Miami.
Una edición secundaria nocturna del programa, Noticiero Univisión: Edición Nocturna, se transmite todas las noches a las 11:30 pm hora del este y del Pacífico (con una retransmisión a las 4:30 am hora local). El programa, que es uno de los dos únicos noticieros nacionales tradicionales entre las principales cadenas de transmisión de EE. UU. (Junto con Hechos en el competidor TV Azteca) que se transmite en un horario de última hora de la tarde, mantiene un formato similar al de la edición de primera hora de la noche, con más centrarse en los titulares de las principales noticias; sin embargo, el programa utiliza presentadores separados de la transmisión temprana para las ediciones entre semana. De 1999 a 2011, el noticiero de la tarde se conoció como Noticiero Univisión Ultima Hora, manteniendo un enfoque investigativo en profundidad anclado por Enrique Gratas.

### Programas actuales
- Noticiero Univisión (1981-presente; originalmente titulado Noticiero Nacional SIN de 1981 a 1987)
- Noticiero Univisión: Edición Nocturna (2011-presente)
- Noticiero Univisión: Edición Digital (12 de septiembre de 2016-presente)
- Al Punto (2007-presente) - un programa de asuntos políticos y culturales de los domingos por la mañana, presentado por Jorge Ramos (era el único programa de entrevistas en español los domingos por la mañana en la televisión estadounidense hasta que Telemundo debutó Enfoque en 2011)
- ¡Despierta América! (1997-presente) - un programa matutino de noticias, entretenimiento y estilo de vida con actualizaciones de noticias cada media hora de Noticias Univisión
- Primer Impacto (1994-presente): una revista de noticias de una hora de duración de lunes a viernes por la tarde (que originalmente se emitió como una transmisión de siete días a la semana hasta 2007), que se enfoca en titulares de noticias, historias grabadas en cinta, segmentos de largometrajes. e historias de entretenimiento
- Primer Impacto Extra (1994-presente) - una edición condensada de media hora de Primer Impacto (que se transmite en lugar de noticieros locales tardíos en afiliados sin su propio departamento de noticias o que optan por adelantarse a los noticieros locales programados regularmente en ciertos días festivos).
- Aquí y Ahora (1998-presente) - una revista de noticias de investigación dominical
- Noticias Univisión también produce cápsulas de noticias de 60 segundos (tituladas Breve Informativo de Noticiero Univisión, o «Univision News Brief») que se transmiten durante las pausas comerciales, excepto las que se presentan durante las noticias de Univision, con la marca de Noticiero Univisión, cada hora durante el día de transmisión proporciona cortes de informes especiales dentro de la programación regular si es necesario durante los eventos de noticias de última hora. Algunos programas de revistas de noticias producidos por Televisa (como Hoy y Tras la Verdad) también se transmiten como parte de la programación de la cadena.

### Programación anterior
- Noticias y Más (1990-1994)
- Noticiero Univisión: Última Hora (1999-2011)

## Otros servicios

### Fusion
Fusion es un canal de televisión digital por cable y satelital operado por Fusion Media Network, LLC, una empresa conjunta entre Univision Communications y la subsidiaria Disney-ABC Television Group de The Walt Disney Company, que se lanzó el 28 de octubre de 2013. Confiando en parte en el recursos de las divisiones de noticias operadas por las respectivas compañías, ABC News y Noticias Univision, la red transmite una amplia mezcla de noticias, estilo de vida, cultura pop, sátira y programas de entretenimiento dirigidos a los millennials de habla inglesa adultos de entre 18 y 34 años (lo que marca el primer impulso importante de Univision en la programación en inglés), incluidos los de ascendencia hispana y latinoamericana. Fusion opera desde las instalaciones «Newsport» de Noticias Univisión en Doral, Florida; aunque Univisión maneja las responsabilidades de programación de Fusión y Disney-ABC Television Group proporciona las ventas y distribución de publicidad para el canal, opera de manera independiente de ABC News y Noticias Univisión, empleando a sus propios presentadores y corresponsales, administración, personal de producción y junta de directores.
En diciembre de 2010, el presidente de Noticias Univisión, Isaac Lee, anunció planes para iniciar un canal de noticias por cable en inglés dirigido a los hispanos estadounidenses; después de que Univision Communications llegara a un acuerdo con The Walt Disney Company para asociarse en el desarrollo del canal, las dos compañías anunciaron formalmente su lanzamiento el 8 de mayo de 2012. A través de su objetivo demográfico focalizado, que es Considerada como fluida en el consumo digital y favorece las redes sociales y las fuentes de Internet sobre los medios tradicionales de transmisión e impresos para recibir contenido de noticias, la red opera FusionLive, un servicio de transmisión en línea y móvil disponible parasuscriptores de los proveedores de cable y satélite participantes.

### Univisión Noticias
Univisión Noticias es un canal de noticias por cable en español planificado, que Univision Communications anunció el 19 de mayo de 2011 en un comunicado de prensa que menciona el lanzamiento de tres canales de cable especializados. Univisión consiguió un acuerdo de transporte con el proveedor de satélite Dish Network para transmitir Univisión Noticias y las redes hermanas Univision Deportes Network (hoy TUDN) y Univision tlnovelas en enero de 2012; Sin embargo a octubre de 2015, la cadena aún no se ha lanzado.

### Noticias Univision (sitio web)
Noticias Univision también mantiene un sitio web separado, impulsado a través de una asociación con Tumblr, y un feed complementario de Twitter, bajo el lema Univision News. El sitio web y el feed proporcionan contenido de noticias nacionales e internacionales presentado en inglés, destinado a atender a los hispanos y otros consumidores de noticias que no dominan el idioma español.

### La raíz
El 21 de mayo de 2015, Univision Communications anunció que adquiriría The Root, un sitio web de noticias y cultura estilo revista dirigido a afroamericanos, de la división Slate Group de Graham Holdings Company (cuyo presidente y director ejecutivo, Donald E. Graham, cofundó el sitio con Henry Louis Gates Jr. en 2008). El acuerdo permitirá a The Root utilizar las instalaciones de producción digital y la infraestructura de publicación de Univision Communications, aunque mantendrá la autonomía editorial sobre su contenido y su personal editorial existente (incluida la editora gerente Lyne Pitts y la editorial y vicepresidenta de contenido digital Donna Byrd, la El último de los cuales también fue designado como miembro del personal administrativo de la división hispana Univisión Digital).

## Personal en directo

### Personal en el aire actual notable
- Ilia Calderón - co-presentadora independiente de lunes a viernes, Noticero Univisión; co-anfitriona, Aquí y Ahora
- María Antonieta Collins - corresponsal especial senior, Noticias Univisión y Fusion
- Pamela Silva Conde - co-ancla, Primer Impacto
- Natalia Cruz - ancla, Primer Impacto Extra
- Félix de Bedout - presentador de fin de semana y Noticiero Univisión: Edición Nocturna
- Maity Interiano - copresentadora, Edición Nocturna (2022-2024)

### Personal destacado anterior en el aire
† Indica que la persona ha fallecido
- Enrique Acevedo - presentador, Edición Nocturna (2012-2020; anterior corresponsal de 60 Minutes en CBS) ahora presentador de En Punto en NMás
- Martin Berlanga (ahora en KTMD en San Antonio)
- Bárbara Bermudo - co-presentadora, Primer Impacto
- María Celeste (anteriormente en Telemundo)
- Myrka Dellanos (más tarde en Estrella TV)
- Jorge Ramos - co-presentador de lunes a viernes, Noticero Univisión; anfitrión, Al Punto (1986-2024)
- María Elena Salinas presentadora, (1987-2017; luego productora de noticias independiente, también colaboradora de ABC News)
- Enrique Gratas (luego en Estrella TV)†
- Jackie Nespral (ahora en WTVJ en Miami)
- Raúl Peimbert (anteriormente en Telemundo y CBS Telenoticias)
- Edna Schmidt (†)
- Mariana Atencio (ahora en NBC)
- Patricia Janiot - presentadora entre semana, Noticiero Univisión: Edición Nocturna (trabajó hasta septiembre de 2022)

## Oficinas

### Oficinas principales
- Doral, Florida - Univision NewsPort
- Los Ángeles, California - Sede de la costa oeste
- Washington, D.C. - Sede de Asuntos Gubernamentales
- Nueva York, - Sede de la costa este
- San Francisco, California - Sede noroeste
- Ciudad de México, México - Sede en México
- Bogotá, Colombia - Sede Colombia
- San Salvador, El Salvador - Sede El Salvador
- Buenos Aires, Argentina - Sede Argentina
- Santo Domingo, República Dominicana - Sede en República Dominicana
- Quito, Ecuador - Sede en Ecuador
- Santiago, Chile - Sede en Chile
- Montevideo, Uruguay - Sede Uruguay
- Lima, Perú - Sede en Perú
- Tegucigalpa, Honduras - Sede Honduras
- Caracas, Venezuela - Sede Venezuela
- San Antonio, Texas - Sede de Texas
- Madrid, España - Sede en el extranjero

### Oficinas menores (dentro de los Estados Unidos)
- Chicago, Illinois (WGBO-DT)
- Dallas, Texas (KUVN-DT)
- Miami, Florida (WLTV-DT)
- Los Ángeles, California (KMEX-DT)
- Nueva York (WXTV-DT)

Todas las estaciones de propiedad y operación de Univisión se consideran oficinas de Noticias Univision, incluidas las que no se enumeran aquí.

## Críticas y controversias

### Disputa con Donald Trump y críticas a Jorge Ramos
Después de Donald Trump lanzó su candidatura para el republicano nominación presidencial en junio de 2015, el anclaje conductor de Noticias Univisión, Jorge Ramos siguió una entrevista con Trump para discutir los comentarios que hizo en su discurso de campaña declaratoria menospreciar a los inmigrantes mexicanos, acusando a México de envío de delincuentes, violadores y drogas importadores a los Estados Unidos (lo que llevó a Univision Communications a rescindir su contrato para transmitir los concursos de Miss EE. UU. y Miss Universo, que estaban programados para transmitirse en la cadena hermana UniMás a través de un acuerdo de cinco años firmado en febrero, y prohíbe a sus empleados realizar negocios de la compañía en hoteles o complejos turísticos propiedad de Trump; Posteriormente, Trump presentó una demanda por incumplimiento de contrato de $ 500 millones contra Univisión por la rescisión del contrato). El 26 de junio, Trump publicó una carta de correspondencia escrita a mano enviada por Ramos, solicitando una entrevista con él en Instagram, que contenía el número de teléfono celular personal de Ramos para uso comercial (que no estaba oculto), antes de eliminar la publicación.
En una conferencia de prensa celebrada por Trump el 25 de agosto de 2015 en el Grand River Center en Dubuque, Iowa, Ramos, que intentó hacerle una pregunta a Trump sobre sus políticas de inmigración sin ser llamado de antemano, como Trump había señalado a otro reportero en la audiencia, fue rechazado por Trump, quien repetidamente le pidió a Ramos que se sentara y le comentó que «vaya de regreso a Univisión». El personal de seguridad presente en la conferencia escoltó a Ramos fuera de la sala de conferencias del hotel, donde un miembro del equipo de seguridad (a quien los funcionarios de la campaña negaron que fuera un miembro del personal de Trump) le dijo a Ramos, nacido en México, que se convirtió en ciudadano estadounidense en 2008, que «saliera de mi país». Un asistente de Trump invitó a Ramos a volver a ingresar a la conferencia unos 15 minutos después con el pretexto de que esperaba a que lo llamaran, participando en un acalorado intercambio con Trump sobre su postura de línea dura sobre la inmigración cuando se le pidió que respondiera una pregunta.deportaciones de familias indocumentadas y derogar un estatuto en la Constitución de los Estados Unidos que otorga la ciudadanía por nacimiento, luego citando una encuesta que indicó que el 75% de los posibles votantes latinos tenían opiniones desfavorables sobre él con respecto a la viabilidad de Trump como candidato presidencial. En una declaración apoyando a Ramos, el director ejecutivo de Univisión, Randy Falco criticó su trato por parte de Trump, calificandolo de «por debajo del desprecio» y sugiriendo que Trump se comporte mejor con los miembros de la prensa a medida que continúa su campaña, afirmando que «el Sr. Trump demostró un total desprecio por Ramos y por los innumerables hispanos a quienes Jorge busca representar a través de la prensa preguntas que están en el centro de la Primera Enmienda».
A medida que ha ganado visibilidad en la comunidad periodística en general en los últimos años, Ramos ha recibido críticas por su equilibrio entre la ética periodística y un enfoque de defensa en sus reportajes (como su crítica a la falta de moderadores latinos para los debates presidenciales de los EE.UU. En los que afirmó que quienes sancionaron los debates estaban «estancados en la década de 1950», y su desafío a las políticas migratorias de los candidatos presidenciales Barack Obama y Mitt Romney en un foro político producido por Univisión en el que Ramos actuó como moderador), con Luis Silberwasser, presidente de la cadena rival Telemundo (cuyo vicepresidente ejecutivo de noticias de la cadena, Luis Carlos Vélez, también hizo críticas veladas de que Univisión no estaba promoviendo un «periodismo justo, equilibrado y objetivo»), citando una encuesta de adultos hispanos y latinos realizada en conjunto con La cadena hermana NBC y The Wall Street Journal que afirmaron que la inmigración, si bien era importante, «no era un tema determinante, como otros medios de comunicación le harían creer» en la temporada electoral de 2016. De manera similar a Trump, Ramos fue criticado por su línea de preguntas en la conferencia de Dubuque, con el columnista sindicado Ruben Navarrette, Jr. afirmando que Ramos actuó como «poco profesional» y «jugó [ed] en todos los estereotipos negativos que los estadounidenses suscriben sobre los mexicanos»; Howard Kurtz afirmando que Ramos se había comportado «como un alborotador»; El comentarista político de CNN Jeffrey Lord acusó a Ramos de jugar la «carta racial» a pesar de ser un «mexicano europeo de ojos azules y piel clara» y «dividir el país por razas»; y el escritor de Politico Marc Caputo llamando a Ramos parcial por su apoyo abierto a la reforma migratoria, aunque el escritor de Intercept Glenn Greenwald lo defendió, señalando a periodistas estadounidenses como Thomas Paine y Edward R. Murrowque tienen una opinión y una defensa equilibradas. Ramos dijo con respecto a su enfoque del periodismo: «Nuestra posición es claramente pro-latina o pro-inmigrante... Simplemente estamos siendo la voz de aquellos que no tienen voz»; en una entrevista con New Yorker de octubre de 2015, Ramos también señaló que los latinoamericanos «casi no tienen representación política», criticando específicamente a los candidatos republicanos Marco Rubio y Ted Cruz por «no defender [ing] a los indocumentados».
Una situación similar a la del incidente de Dubuque que involucró a Ramos ocurrió el 24 de octubre de 2015, cuando los equipos de noticias pertenecientes a Noticias Univisión y la estación de propiedad y operación de Miami WLTV-DT y Los Ángeles KMEX-DT, aunque se informó que la división y la estación recibieron autorización de los medios para cubrir el incidente. evento: un oficial de policía fuera de servicio le ordenó que abandonara un evento de campaña realizado para Trump en el hotel en el complejo Trump National Doral Miami (ubicado cerca de los estudios Doral de Univisión), quien les informó que no se les permitía ingresar a la propiedad.